# 埠子镇
埠子镇，是中华人民共和国江苏省宿迁市宿城区下辖的一个乡镇级行政单位。

## 行政区划
埠子镇下辖以下地区：
靳桥社区、街南社区、街北社区、西门社区、肖桥村、蚕桑村、古庄村、新发村、杨垣村、杜楼村、大西村、祠堂村、破圩村、夏庄村、官庄村和陈集村。